# Blek Stijena
Blek Stijena poznat i kao Veliki Blek je strip junak, borac za nezavisnost Amerike, rad skupine autora pod pseudonimom EsseGesse u izdanju izdavačke kuće Dardo.
U kolokvijalnom hrvatskom jeziku mu je ostao naziv iz izdanja na srpskom jeziku (Lunov Magnus Strip), Blek Stena.

## Podaci o strip junaku
Veliki Blek je visoki plavokosi nabildani traper koji živi i djeluje u vrijeme američkog Rata za nezavisnost. Uvijek, neovisno o godišnjem dobu, nosi prsluk od medvjeđeg krzna na golom torzu, obučen u vojničke uske hlače i čizme na resice s neizostavnom dabrovom kapom na glavi. Blek je neustrašiv. Njegovi prijatelji su dječak-traper Roddy i profesor Cornelius Occultis. Blekovi neprijatelji su engleski vojnici (popularno zvani crvene košulje) koji gotovo uvijek izvuku kraći kraj. Nažalost razvila se fama koja Bleka smatra prvenstveno stripom za mlađi dio mlađe populacije pa je stoga neopravdano gurnut u stranu te nema mjesto koje zaslužuje u današnjim pregledima strip izdanja.
Blek je po nacionalnosti Francuz i pravo mu je ime Yannick Leroc. Rođen je 27. studenog 1749. godine u Francuskoj. Otac mu je bio kraljevski kartograf u Saint Malou. Kako je Yannick u mladosti često radio probleme, otac ga je zaposlio kod ribara Kernana gdje je naučio ploviti. Tijekom oluje Kernanov brod je potonuo ali Yannick je uspio spasiti kapetana. Zbog tučnjave u krčmi bio je osuđen na 6 mjeseci zatvora ali mu je zbog sitnih neposluha kazna stalno povećavana i on je u zatvoru ostao do 18-e godine. Uspio je pobjeći i tada je osuđen na smrt. U međuvremenu mu je umrla majka. Da bi se spasio kazne, dobrovoljno je pristupio posadi broda Rorqual, pod kapetanom Crnim okom koji je od francuskih vlasti dobio ovlaštenje za gusarenje protiv Engleza. No Crnom oku je to služilo samo kao pokriće za piratske aktivnosti jer je na moru mislio samo na svoju korist. Napadao je robovlasničke brodove i njihove terete prodavao za svoju novčanu dobit, pljačkao nezaštićene plantaže te opskrbljivao oružjem britansku mornaricu. U dvoboju s Yannickom, Crno oko je završio u moru gdje su ga ubili morski psi. Yannick je postao novi Rorqualov kapetan i započeo s borbom protiv trgovaca robljem, pirata i britanskih ratnih i gusarskih brodova. Postao je poznat i Englezi su ga prozvali Veliki Blek - Crni Gusar. Nakon mnogih uspjeha na moru pozvan je u Versailles gdje je predstavljen francuskom kralju Louisu šesnaestom koji ga je proglasio admiralom i plemićem. Yannick je ušao u društvo francuskih filozofa i prosvjetitelja i u jednom dvoboju osramotio visokog plemića koji je branio nepravedni sustav u Francuskoj. Zbog toga je proglašena potjernica za Yannickom no on se vratio u rodni grad i s ocem otplovio u potragu za sjeverozapadnim prolazom. Nedaleko od Grenlanda brod je udario u greben i potonuo a Yannick je bio jedini preživjeli. Sagradio je splav i otplovio do Labradora gdje su se pridružio plemenu Eskima koji su mu na rastanku čak poklonili jednu ženu. Yannick je zaplovio južnije gdje su ga zarobili Indijanci ali su mu dopustili da se pridruži plemenu i čak ga je poglavica usvojio. Indijanci su prozvali Yannicka Blek što na njihovom jeziku znači Zlatna kosa. Kada su britanski vojnici napali selo i ubili mnoge stanovnike, Blek je postao poglavica i poveo svoje ratnike u napad na britansku tvrđavu koja je osvojena i uništena. Ondje je pronašao ženu i kćer odvjetnika Conollyja, vođe grupe trapera koji su vodili otpor tiraniji britanskih vlasti u Sjevernoj Americi. Blek je napustio Indijance te vratio Conollyju ženu i kćer. Tada je postao vođa trapera pod imenom Blek Stijena.

## Podaci o autoru
Autori (scenaristi i crtači) bili su torinski trojac Giovanni Sinchetto, Dario Guzzon i Pietro Sartoris skrivajući se iza pseudonima EsseGesse.